# Salvadorianische Fußballnationalmannschaft (U-17-Junioren)
Die salvadorianische U-17-Fußballnationalmannschaft ist eine Auswahlmannschaft salvadorianischer Fußballspieler. Sie unterliegt der Federación Salvadoreña de Fútbol und repräsentiert sie international auf U-17-Ebene, etwa in Freundschaftsspielen gegen die Auswahlmannschaften anderer nationaler Verbände, bei CONCACAF U-17-Meisterschaften und U-17-Weltmeisterschaften.
Ihr bestes Ergebnis bei einer CONCACAF-Meisterschaft erreichte sie 2011 auf Jamaika mit dem Einzug ins Viertelfinale. 
Für eine Weltmeisterschaft konnte sie sich bislang nicht qualifizieren, 1999 verlor sie in den Play-offs gegen die USA.

## Teilnahme an U-17-Weltmeisterschaften
(Bis 1989 U-16-Weltmeisterschaft)
| 1985 | nicht qualifiziert |
| 1987 | nicht qualifiziert |
| 1989 | nicht qualifiziert |
| 1991 | nicht qualifiziert |
| 1993 | nicht qualifiziert |
| 1995 | nicht qualifiziert |
| 1997 | nicht qualifiziert |
| 1999 | nicht qualifiziert |
| 2001 | nicht qualifiziert |
| 2003 | nicht qualifiziert |
| 2005 | nicht qualifiziert |
| 2007 | nicht qualifiziert |
| 2009 | nicht qualifiziert |
| 2011 | nicht qualifiziert |
| 2013 | nicht qualifiziert |
| 2015 | nicht qualifiziert |
| 2017 | nicht qualifiziert |
| 2019 | nicht qualifiziert |
| 2023 | nicht qualifiziert |

## Teilnahme an CONCACAF U-17-Meisterschaften
(1983–1988: CONCACAF U-16-Meisterschaft, 1999–2007: In zwei Gruppen ausgetragenes WM-Qualifikationsturnier)
| 1983 | Vorrunde            |
| 1985 | Vorrunde            |
| 1987 | Vorrunde            |
| 1988 | Vorrunde            |
| 1991 | Vorrunde            |
| 1992 | nicht qualifiziert  |
| 1994 | Vorrunde            |
| 1996 | Vorrunde            |
| 1999 | 2. Platz (Gruppe B) |
| 2001 | nicht qualifiziert  |
| 2003 | nicht qualifiziert  |
| 2005 | nicht qualifiziert  |
| 2007 | nicht qualifiziert  |
| 2009 | nicht qualifiziert  |
| 2011 | Viertelfinale       |
| 2013 | nicht qualifiziert  |
| 2015 | nicht qualifiziert  |
| 2017 | Vorrunde            |
| 2019 | Viertelfinale       |
| 2023 | Viertelfinale       |